# Unión Democrática Internacional de Jóvenes
La Unión Democrática Internacional de Jóvenes (IYDU) (IYDU por sus siglas en inglés) es la asociación de organizaciones políticas juveniles de la Unión Internacional Demócrata. Las oficinas centrales de la IYDU se encuentran en Oslo, Noruega. Fundada en 1981, y reorientada en 1991, la IYDU cuenta con 127 miembros entre permanentes y observadores, provenientes de más de 80 países, y actúa como el ala joven de la Unión Internacional Demócrata.

## Valores
El sitio web de la IYDU presenta como valores centrales de la organización la democracia, el respeto por los Derechos Humanos, la libertad de mercado y el libre comercio: 
- La IYDU cree que la democracia real, con fuertes raíces en la comunidad, es la única forma sostenible de gobierno.

- La IYDU cree que un derecho fundamental es vivir sin miedo a la persecución, en particular por motivos de raza, religión o género. Este derecho es un prerrequisito para el cumplimiento de otros derechos fundamentales. Cuando se es libre del miedo, todas las opiniones pueden ser expresadas y la democracia puede florecer.

- La IYDU cree que el libre mercado es la máxima expresión de la libertad humana y es la vía predilecta para construir un sistema que promueva la creatividad, el crecimiento económico y el desarrollo individual.

- La IYDU se opone a las barreras que impiden el intercambio entre países y, por consiguiente, la libertad económica. Para romper el ciclo de la pobreza de un billón de personas que viven en la extrema pobreza en el mundo, el libre comercio puede y debe jugar un papel primordial

Cada año, la IYDU realiza una serie de eventos con la participación de sus miembros, como el Foro de las Libertades (a mitad de año), la Reunión Anual del Consejo y algunas visitas de estudio en diferentes países. En dichos eventos han participado, como conferencistas, Jefes de Estado y de Gobierno, así como personalidades políticas de la centro-derecha mundial. Un buen número de participantes jóvenes de las conferencias de IYDU han llegado a ocupar posiciones en gabinetes ministeriales y parlamentos, o se han desempeñado como consultores y líderes, tanto en el sector público como privado. 

## Organización
La organización madre de la IYDU, la Unión Democrática Internacional (IDU), es una asociación de 80 partidos de centro-derecha. Se creó en 1983, teniendo como fundadores a la Primera Ministra de Gran Bretaña, Margaret Thatcher, al entonces Vicepresidente y posterior Presidente de los Estados Unidos, George Bush Sr, al Alcalde de Paris y luego Presidente de Francia, Jacques Chirac, y el Canciller alemán, Helmut Kolh.

### Campañas de Libertad
Estas campañas de la IYDU buscan promover movimientos democráticos y de libre mercado en los países bajo regímenes considerados como autoritarios:
- Progreso para la Libertad
- Libertad para Bielorrusia
- Libertad para Cuba
- Libertad Religiosa

## Presidentes
}